# کالین گریفین (بازیکن فوتبال)
کالین گریفین (انگلیسی: Colin Griffin؛ زادهٔ ۸ ژانویهٔ ۱۹۵۶) بازیکن فوتبال اهل بریتانیا است.
از باشگاه‌هایی که در آن بازی کرده‌است می‌توان به باشگاه فوتبال شروزبری تاون اشاره کرد.